# Сложный крестец

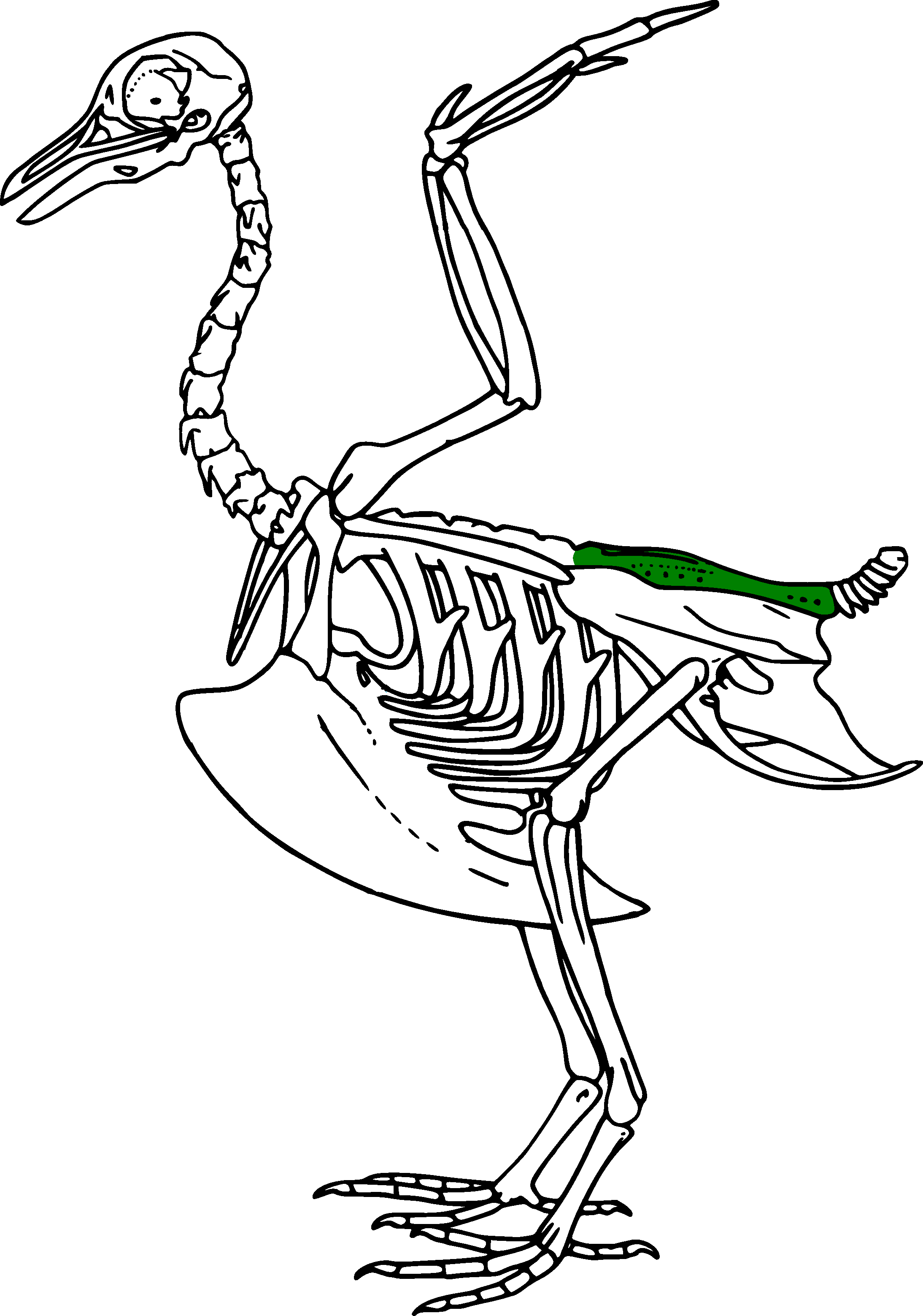
Стилизованный скелет птиц, сложный крестец обозначен зелёным цветом

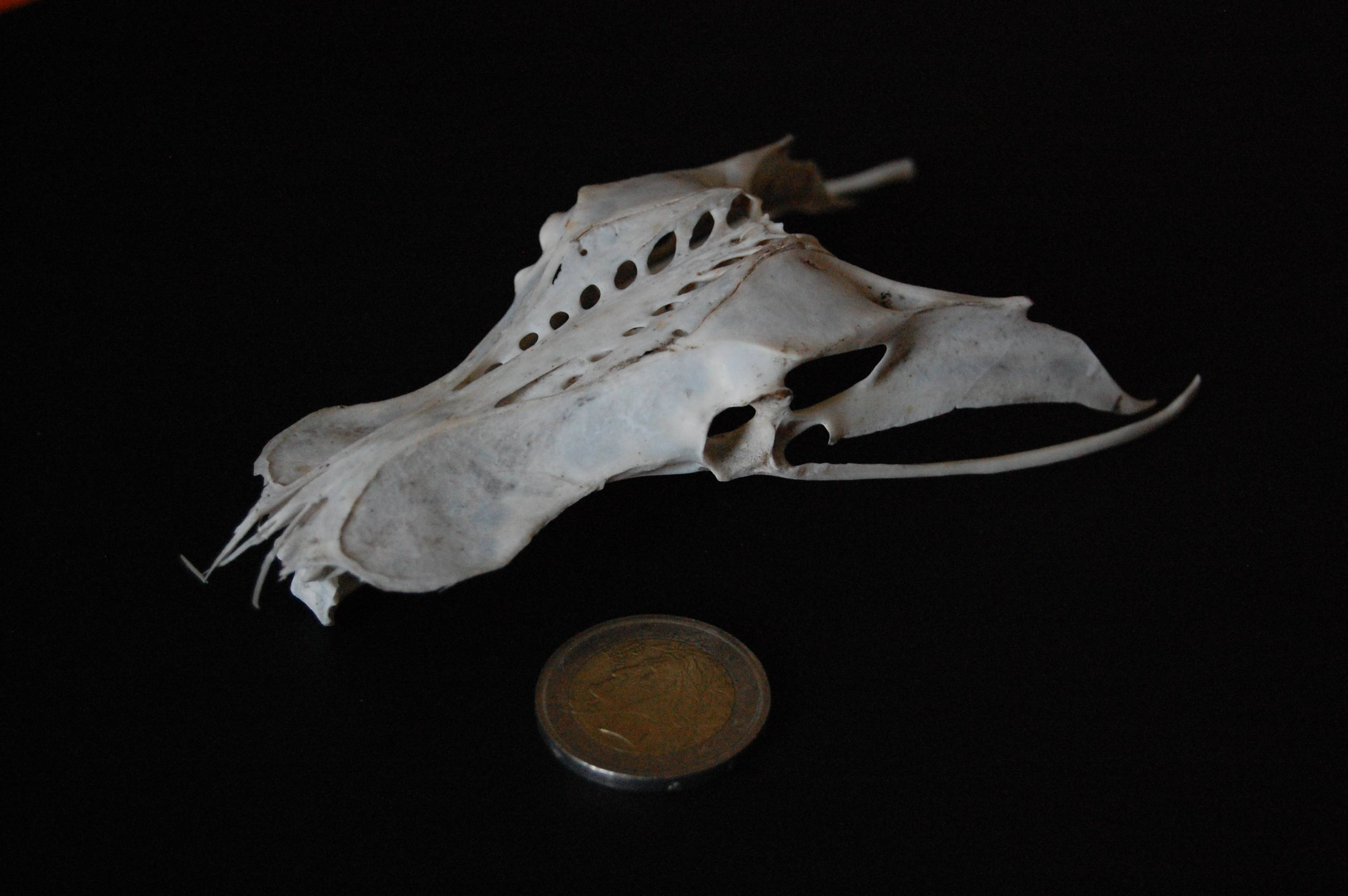
Сложный крестец неизвестной птицы

Сложный крестец (лат. synsacrum) — монолитная кость у птиц и других динозавров, образовавшаяся вследствие срастания между собой поясничных, крестцовых и части хвостовых позвонков. Всего в его состав входит 10—22 позвонков, границы между которыми незаметны.
Сложный крестец неподвижно срастается с последним грудным позвонком и костями тазового пояса (подвздошными, седалищными и лобковыми). Такое образование является более прочным, чем таз млекопитающих, обеспечивает неподвижность туловищного отдела во время полёта, создает прочную опору для задних конечностей и имеет значение для дыхания.